# Rafał Wiechecki
Rafał Sylwester Wiechecki (ur. 25 września 1978 w Piotrkowie Trybunalskim) – polski polityk, prawnik i ekonomista, adwokat, poseł na Sejm V kadencji, w latach 2006–2007 minister gospodarki morskiej.

## Życiorys
W 2002 ukończył studia magisterskie na Wydziale Prawa i Administracji Uniwersytetu Szczecińskiego, a w 2005 studia magisterskie z zakresu zarządzania finansami publicznymi na Wydziale Zarządzania i Ekonomiki Usług tej samej uczelni. W latach 2002–2005 pracował jako aplikant w Sądzie Apelacyjnym w Poznaniu, a następnie w Sądzie Apelacyjnym w Szczecinie. W 2005 ukończył aplikację sędziowską, w tym samym roku został wpisany na listę adwokatów. 
W latach 2002–2004 pełnił funkcję prezesa zachodniopomorskiego okręgu Młodzieży Wszechpolskiej, był członkiem rady naczelnej tej organizacji od 2003 do 2005. W 2002 zasiadł we władzach krajowych Ligi Polskich Rodzin. Był wiceprezesem zarządu okręgowego, członkiem zarządu głównego i prezesem zarządu miejskiego tej partii. Od 2004 do 2005 zasiadał w radzie programowej Polskiego Radia Szczecin, a w tym samym okresie pełnił funkcję asystenta eurodeputowanego Sylwestra Chruszcza. Od 2008 do 2012 zasiadał w radzie programowej szczecińskiego oddziału TVP. Publikował w kwartalniku „Myśl.pl”, „Wszechpolaku” i „Myśli Polskiej”. Został wiceprezesem i następnie prezesem zarządu Fundacji im. Bolesława Chrobrego. 
W 2004 bezskutecznie kandydował do Parlamentu Europejskiego (otrzymał 3139 głosów). Od 2005 do 2007 sprawował mandat posła na Sejm V kadencji, wybranego z okręgu szczecińskiego liczbą 6463 głosów. Od 2005 do 2006 był wiceprzewodniczącym Komisji Ustawodawczej. Zasiadał też w Komisji Gospodarki i Komisji Sprawiedliwości i Praw Człowieka oraz przewodniczył komisji nadzwyczajnej ds. nowelizacji ustawy o IPN. Sprawował również funkcję przewodniczącego Polsko-Meksykańskiej Grupy Parlamentarnej i wiceprzewodniczącego Polsko-Tajwańskiego Zespołu Parlamentarnego.
Od 5 maja 2006 do 13 sierpnia 2007 pełnił urząd ministra gospodarki morskiej w rządach Kazimierza Marcinkiewicza i Jarosława Kaczyńskiego (stając się wówczas najmłodszym ministrem w powojennej historii Polski). Został odwołany w związku z rozpadem koalicji LPR z PiS. W przedterminowych wyborach parlamentarnych w 2007 bez powodzenia ubiegał się o reelekcję (otrzymał 1416 głosów).
W 2008 rozpoczął prowadzenie własnej kancelarii adwokackiej w Szczecinie. Reprezentował m.in. marszałka województwa zachodniopomorskiego Olgierda Geblewicza, parlamentarzystę Stanisława Gawłowskiego oraz Polskie Radio Szczecin. Został także przewodniczącym rady nadzorczej Zachodniopomorskiej Agencji Rozwoju Regionalnego. 